# Gresten-Land
Gresten-Land est une commune autrichienne du district de Scheibbs en Basse-Autriche.